# 派恩克里克 (蒙大拿州)
派恩克里克（英語：Pine Creek）是位於美國蒙大拿州帕克縣的普查規定居民點。

## 歷史
派恩克里克的郵局於1904年設立，其後於1914年停運。

## 人口
根據2020年美國人口普查的數據，派恩克里克的面積為2.09平方千米，皆為陸地。當地共有人口80人，而人口密度為每平方千米38.28人。